# Андрюшино
Андрю́шино (рос. Андрюшино) — село у складі Гаринського міського округу Свердловської області.
Населення — 284 особи (2010, 364 у 2002).
Національний склад населення станом на 2002 рік: росіяни — 96 %.